# Askola
Askola – wieś w Finlandii, w rejonie Uusimaa, w gminie Askola.